# Höfles (Stadtsteinach)
Höfles ist ein Gemeindeteil der Stadt Stadtsteinach im Landkreis Kulmbach (Oberfranken, Bayern). Höfles liegt in der Gemarkung Zaubach.

## Geografie
Die Einöde liegt am Zaubach, einem rechten Zufluss der Unteren Steinach. Ein Anliegerweg führt nach Unterzaubach zur Bundesstraße 303 (0,3 km nordöstlich).

## Geschichte
Gegen Ende des 18. Jahrhunderts bestand Höfles aus einem Anwesen. Das Hochgericht übte das bambergische Centamt Stadtsteinach aus. Das Seniorat der Freiherren von Redwitz war Grundherr des Gütleins.
Mit dem Gemeindeedikt wurde Höfles dem 1808 gebildeten Steuerdistrikt Stadtsteinach zugewiesen. 1811 entstand der Steuerdistrikt und die Ruralgemeinde Zaubach, zu dem bzw. zu der der Ort gehörte. Am 1. April 1971 wurde Höfles in die Gemeinde Stadtsteinach eingegliedert.

## Einwohnerentwicklung
| Jahr      | 001818 | 001861 | 001871 | 001885 | 001900 | 001925 | 001950 | 001961 | 001970 | 001987 |
| Einwohner |        | 5      | 3      | 5      | 6      | 6      | 6      | 3      | 2      | 3      |
| Häuser    | 1      |        |        | 1      | 1      | 1      | 1      | 1      |        | 1      |
| Quelle    | [ 6 ]  | [ 9 ]  | [ 10 ] | [ 11 ] | [ 12 ] | [ 13 ] | [ 14 ] | [ 15 ] | [ 16 ] | [ 1 ]  |

## Religion
Höfles ist katholisch geprägt und nach St. Michael (Stadtsteinach) gepfarrt.